# Собственная дача
Собственная дача (до 1740 г. — Приморская дача) — дворцово-парковый ансамбль в Старом Петергофе в окрестностях Санкт-Петербурга, принадлежавший императрице Елизавете Петровне. Относится к типу малых путевых дворцов. Приватный характер дворца подчёркивал тот факт, что без доклада туда не впускали.

## История
«Собственная дача» расположена в трёх километрах к западу от Нижнего парка Петергофа. Это место император Пётр I подарил известному учёному, политическому и духовному деятелю, сподвижнику императора по церковным делам — Феофану Прокоповичу.
Строительство каменной дачи началось в 1727 году. Из-за близкого расположения к морю дачу называли «Приморской», здесь бывали императрица и цесаревны Анна Иоанновна и Елизавета Петровна. После смерти Феофана в 1736 году дача стала собственностью Елизаветы. Сделавшись императрицей, Елизавета дала своему владению имя «Собственная дача». При Екатерине Великой здание ветшало, в 1770-х годах облик дачи был отреставрирован и изменён: многие постройки были снесены, а основной фасад реконструирован.
В 1843 году Николай I подарил дачу наследнику князю Александру Николаевичу, будущему императору Александру II. Александр II провел здесь свой медовый месяц.
После революции в здании сначала был музей, а потом загородная резиденция высших сотрудников ленинградского партийного аппарата. В 1960 году Постановлением Совета Министров РСФСР «Собственная дача» взята под государственную охрану.

## Архитектура

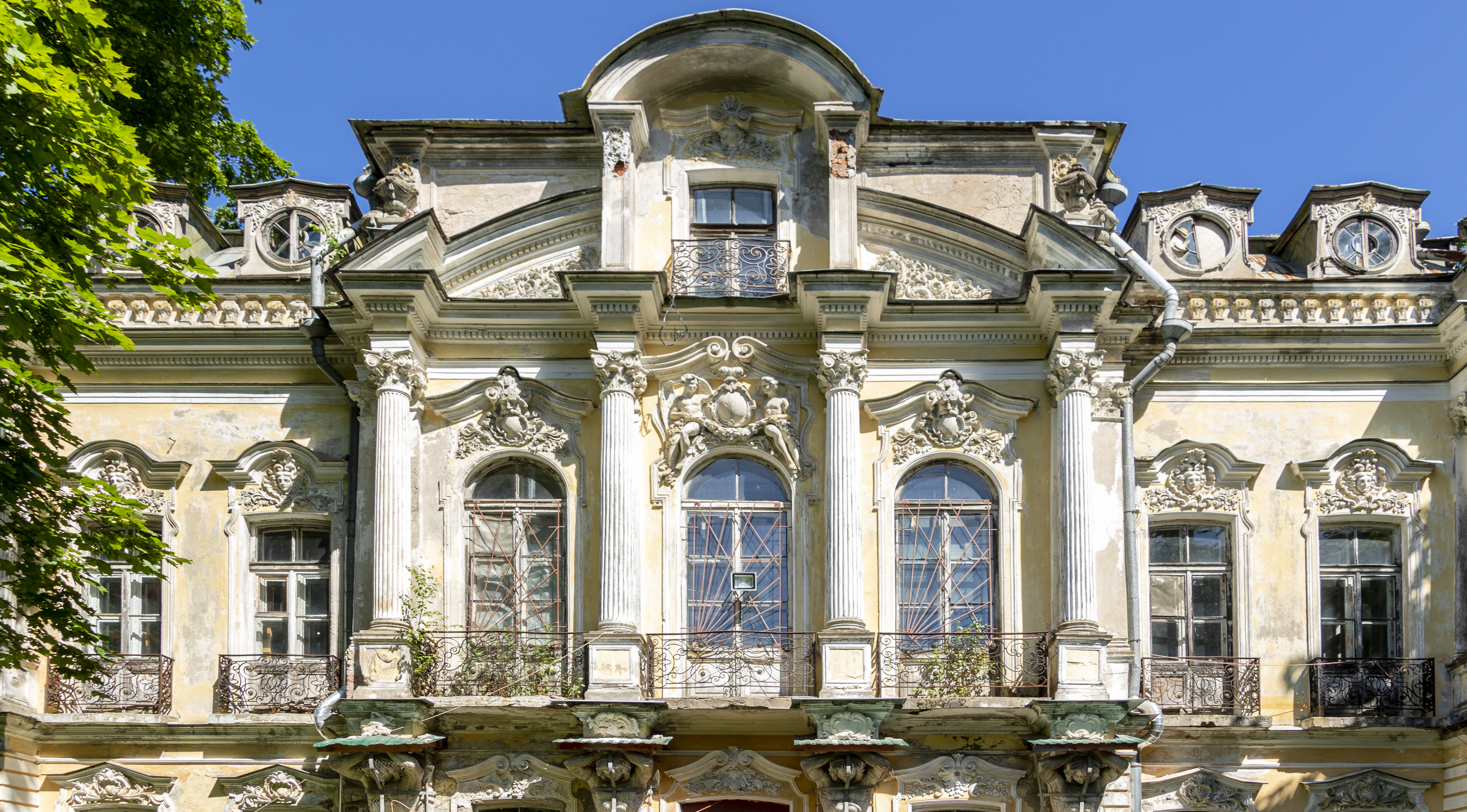
Фасад дворца

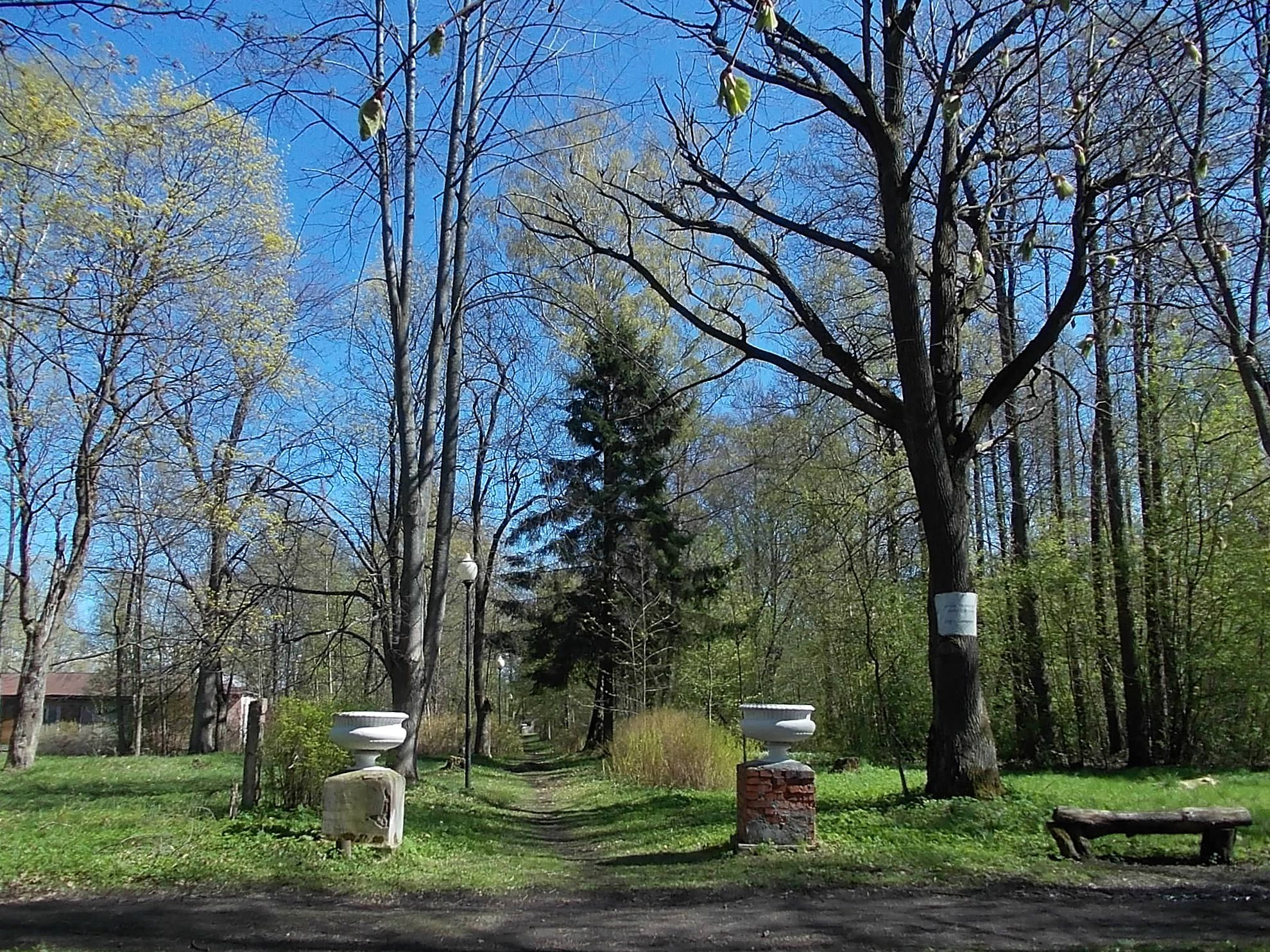
В нижней части парка

Каменный двухэтажный дворец, похожий на петергофский дворец Марли, был построен по заказу императрицы Елизаветы в память о своем великом отце. Здесь же стоял деревянный большой флигель для придворного штата и деревянная кухня, чуть далее — погреб-ледник и ферма. Рядом располагалась одноглавая деревянная Троицкая церковь (позже перестроенная в белокаменную и ныне отреставрированная и действующая), построенной архитекторами Я. Алексеевым и Я. Дмитриевым. Иконостас и все образа были перенесены сюда из петербургского Петропавловского собора.

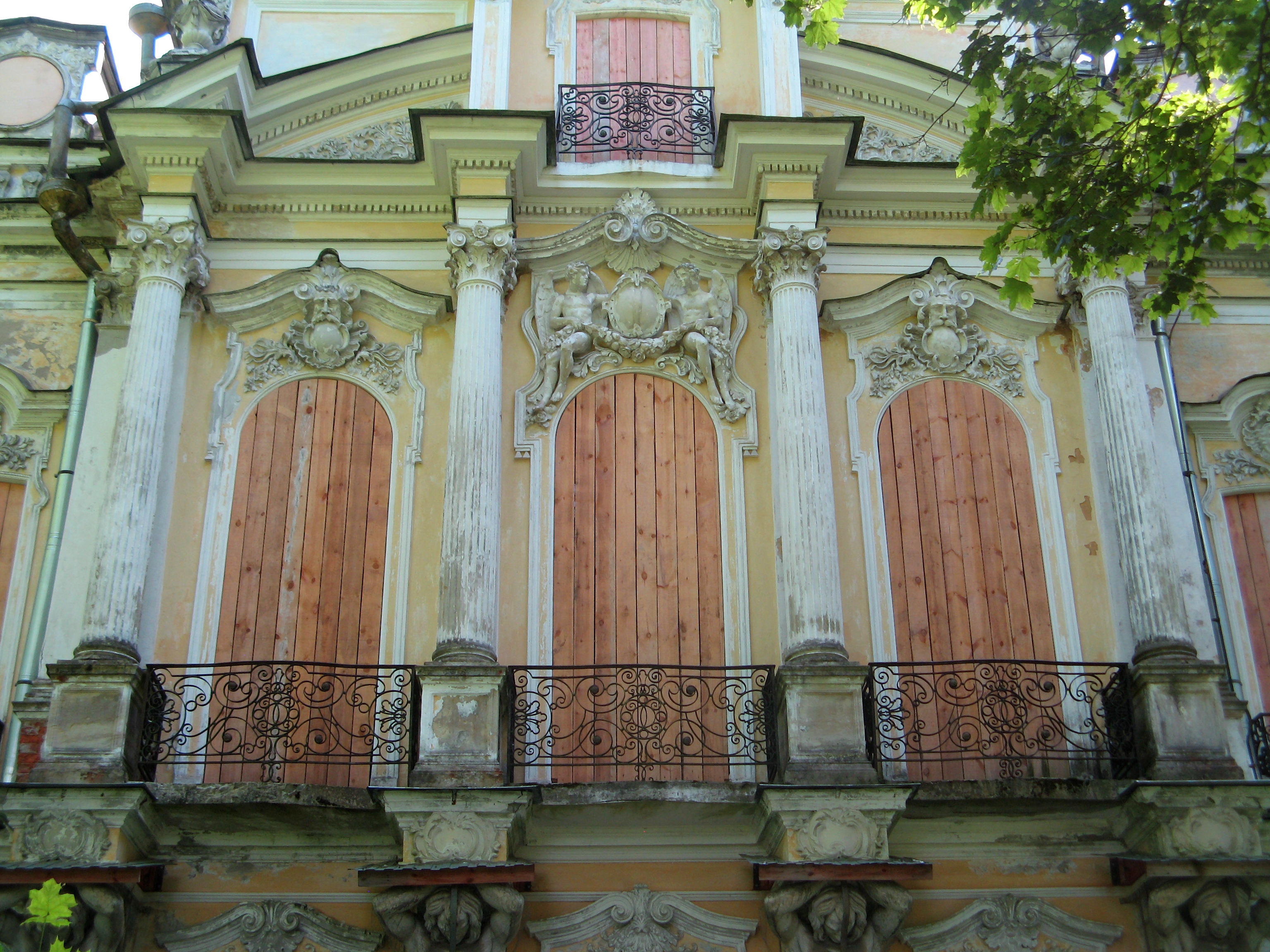
Надстроенный балкон на тосканских колоннах

При Екатерине II пришедший в ветхость дворец в 1770-х годах был перестроен архитектором Ю. М. Фельтеном. В 1844—1846 годах, используя стены старого, довольно скромного по отделке здания, архитектор А. И. Штакеншнейдер полностью изменил его внешний облик, перестроив стиле необарокко. Дворец был отделан заново, впоследствии над ним надстроили третий, мансардный этаж. Постройку украсили новым балконом на четырёх тосканских колоннах. На фасадах появились четыре атланта. Комнаты во дворце были оформлены в стиле эпохи Людовика XVI.
У северного морского фасада был обустроен склон с широкой каменной лестницей, спускающейся к пруду. На лестнице были устроены несколько площадок, несколькими площадками, на которых раньше стояли чугунные корзины с цветами. При спуске открывался вид на обширный партер со статуей мраморного Амура с рыбкой работы скульптора Н. Пименова. В середине сада, перед дворцом находился прямоугольный пруд, по откосам берегов — гирлянды из цветов разных оттенков. Тут же внизу были устроены два красивых фонтана. Сад продолжался до Ораниенбаумского шоссе и заканчивался у самого моря.
У противоположного, южного фасада дворца находился цветочный партер, окруженный тенистыми деревьями. Вдоль главной дорожки садика стояло 8 мраморных статуй, изображавших придворных кавалеров в костюмах XVIII века с различными музыкальными инструментами. Посреди парка рос вековой ветвистый дуб, на котором был укреплен черепаховый щит с инициалами Александра II и его супруги Марии Александровны.
С восточной стороны дворца был сделан боковой вход, по сторонам которого установили мраморных львов — копии с оригинала скульптора А. Кановы. По правую и левую стороны дворца были перекинуты мосты через овраги. Один из них вел к дворцовой Троицкой церкви, которая и снаружи, и внутри была выдержана в том же стиле, что и дворец. Построена она была в 1858 году вместо прежней деревянной тем же архитектором — Андреем Ивановичем Штакеншнейдером. Богослужение в этой церкви совершалось раз в году, в день храмового праздника.

### Внутреннее убранство
Собственная дача предназначалась для наследника цесаревича и открыла новое направление в русской архитектуре середины XIX века, так называемое второе барокко (необарокко). Этот один из самых распространенных в 1840-е — 1850-е годы неостилей стал очень популярен при строительстве особняков. Штакеншнейдер выбрал для этого загородного дворца стиль Людовика XV (так именовали тогда стиль рококо), напоминавший наследнику престола о золотом веке дворянства.
Отделка стен, мебель, картины, фарфоровые сервизы и статуэтки — всё было выполнено в стиле рококо. Даже посуда, хранящаяся во дворце, была строго согласована с общим стилем интерьеров. Особенно хорош был чайный севрский сервиз с изображениями знаменитых фавориток французских королей. Дворец воспринимался, по выражению фрейлины А. Ф. Тютчевой, как «драгоценная безделушка роскоши и изящества».
Вестибюль у входа был обшит резным буком. На первом этаже находились камердинерская, уборная Александра II, его кабинет, столовая, «жёлтая» и «голубая» комнаты. Кабинет напоминал кабинет Петра I в Большом Петергофском дворце: полы наборного паркета, двери чёрного и других ценных пород деревьев с инкрустациями, севрские и саксонские вазы, тонкой резьбы мебель, шкафчики и этажерки Буль. На стенах — картины Якоба ван Лоо и Антуана Ватто.
На верхний этаж вела лестница с перилами резного бука, похожая на центральную лестницу Большого Петергофского дворца. Комнаты этого этажа: библиотека, кабинет Марии Александровны, гостиная, спальня, ванная и камер-юнгферская. В гостиной портреты Павла I и его семейства кисти Т. А. Нефа. В спальной находилась роскошная кровать под балдахином; над нею изящное, вырезанное из слоновой кости изображение Божьей Матери. Тут же помещалась витрина со старинными туалетными вещами, служившими, по преданию, императрице Елизавете. Ванную комнату с мраморным бассейном украшала большая стенная фреска «Триумф Галатеи».

## Современность
Дворец, церковь и сад были разрушены во время Великой Отечественной войны. Только в 1955—1960 гг. по подлинным чертежам А. И. Штакеншнейдера архитектором И. Н. Бенуа были отреставрированы фасады здания с приспособлением под базу отдыха Ленинградского инженерно-строительного института, а разрушенные исторические мосты заменены временными.
В 1980 году была вновь проведена реставрация фасадов здания и разработан проект дальнейших работ по восстановлению паркового ансамбля. Однако в постсоветское время здание было заброшено. В 2014 году в здании начаты архитектурно-восстановительные и реставрационные работы.